# Jean-Benjamin de La Borde
Jean-Benjamin-François de La Borde, także Laborde (ur. 5 września 1734 w Paryżu, zm. 22 lipca 1794 tamże) – francuski skrzypek, kompozytor i teoretyk muzyki.

## Życiorys
Pochodził z arystokratycznej rodziny. Muzyki uczył się u Antoine’a Dauvergne i Jeana-Philippe’a Rameau. Od 1762 roku pozostawał w służbie na dworze króla Ludwika XV, w latach 1773–1774 pełnił funkcję marszałka dworu, a w 1774 roku został generalnym poborcą podatkowym. Po śmierci monarchy w 1774 roku popadł w niełaskę i utracił swoją pozycję. Po wybuchu rewolucji francuskiej opuścił Paryż i osiadł w Rouen. Został zgilotynowany przez rewolucjonistów.
Komponował muzykę sceniczną, prezentowaną na dworze Ludwika XV oraz na scenach paryskich. Był człowiekiem o szerokich zainteresowaniach, przyjaźnił się z encyklopedystami, pisał rozprawy z zakresu historii, geografii i muzyki. Opracowywał i wydał zbiory pieśni truwerów. Opublikował 4-tomową pracę Essai sur la musique ancienne et moderne (Paryż 1780), a także Mémoires historiques sur Raoul de Coucy (Paryż 1781) i Mémoires sur les proportions musicales (Paryż 1781). Jego dzieła, pomimo rozległości faktograficznej, stanowią dokument swojej epoki, cechując się brakiem metody krytycznej.